# Scopula metarsia
Scopula metarsia är en fjärilsart som beskrevs av Louis Beethoven Prout 1938. Scopula metarsia ingår i släktet Scopula och familjen mätare. Inga underarter finns listade.